# محوطه دمبی عثمان‌آباد
محوطه دمبی عثمان آباد مربوط به دوره اشکانیان است و در شهرستان سرباز، بخش مرکزی، دهستان پارود، روستای جنگل واقع شده و این اثر در تاریخ ۲۷ اسفند ۱۳۸۷ با شمارهٔ ثبت ۲۶۲۲۶ به‌عنوان یکی از آثار ملی ایران به ثبت رسیده است.